# August Jakobson
August Jakobson (n. 20 august/2 septembrie 1904, Pernov, Gubernia Livonia, Imperiul Rus – d. 23 mai 1963, Tallin, RSS Estonă, URSS) a fost un scriitor eston comunist  sovietic.
A fost un scriitor fecund, dotat cu un puternic suflu epic.
A scris romane de moravuri și drame pe teme politice și ideologice.
În perioada 1950 - 1958, a fost președinte al prezidiului Sovietului Suprem al RSSE.

## Scrieri
- 1927: Strada bieților păcătoși ("Vaeste-Patuste alev")
- 1931/1934: Neamul Andrukson ("Andruksonide suguvõsa")
- 1946: Viața în citadelă ("Elu tsitadellis")
- 1951 Șacal (Шакалы)
- 1955: Bătrânul stejar ("Vana tamm").